# Eledone gaucha
Eledone gaucha är en bläckfiskart som beskrevs av Haimovici 1988. Eledone gaucha ingår i släktet Eledone och familjen Octopodidae. Inga underarter finns listade i Catalogue of Life.